# Ruda (district de Rakovník)
Pour les articles homonymes, voir Ruda.
Ruda est une commune du district de Rakovník, dans la région de Bohême-Centrale, en République tchèque. Sa population s'élevait à 757 habitants en 2020.

## Géographie
Ruda se trouve à 2,3 km au sud-ouest de Nové Strašecí, à 11 km à l'est-nord-est de Rakovník et à 39 km à l'ouest-nord-ouest du centre de Prague.
La commune est limitée par Řevničov au nord, par Nové Strašecí et Lány à l'est, par Městečko, Pustověty et Nový Dům au sud, et par Lužná à l'ouest.

## Histoire
La première mention écrite de la localité date de 1437.

## Transports
Par la route, Ruda se trouve à 3,6 km de Nové Strašecí, à 13,5 km de Rakovník et à 47 km du centre de Prague.